# وفاة جانيس ماري يونج
جانيس ماري يونج (اسمها جانيس ماري بروك، ويعرفها الناس باسمها الأوسط). هي فتاة أمريكية كانت مجهولة الهوية، تم دفعها أمام سيارة مسرعة في التاسع من يونيو 1973. اعتُقل رجل بتهمة قتلها، لكن اسقطت التهمة عنه بسبب عدم إثبات دافع الجريمة.
تم التعرف على الجثة في العشرين من مايو 2015، أي بعد وفاتها باثنين وأربعين عامًا من وفاتها تقريبًا. وذلك بعد أن لاحظ أخوها الشبه بين الضحية المجهولة والظروف المحيطة بهروب أخته، وتم التأكد عن طريق اختبار الحمض النووي.